# Коловерть (рассказ)
«Коловерть» ― рассказ русского советского писателя Михаила Александровича Шолохова, написанный в 1924 году.

## Публикации
Впервые рассказ «Коловерть» опубликован в журнале «Смена», № 11, 15 июня 1925 года. Входил рассказ в авторские сборники «Лазоревая степь» (1926) и «Лазоревая степь. Донские рассказы. 1923―1925» (1931).

## Сюжет
В основе сюжета произведения ― история казачьей семьи Крамсковых, расколотой событиями революции и Гражданской войны. В одну из верхнедонских станиц приезжает молодой хорунжий Михаил Крамсков для организации борьбы с красногвардейскими отрядами; останавливается в доме родителей, но не находит в семье взаимопонимания. Его отец, Пахомыч, и братья, фронтовик Игнат и Григорий, скептически относятся к необходимости отражать нашествие большевиков (они «нашу линию ведут <…> Землю у панов отбирают и народу дают») и в конечном итоге переходят на сторону красных. Гибнет в одном из боёв Григорий. Пахомыч и Игнат попадают в руки белоказаков и предаются военно-полевому суду. В финале Михаил Крамсков, произведённый в подъесаулы, отдаёт приказ о расстреле отца и брата.

## О рассказе
Рассказ состоит из двенадцати небольших главок, посвящённый отдельным эпизодам повествования. Их совокупность и рождает сюжет произведения, нарочито прерывистый, дробный, воплощённый в серии лаконично прописанных, но ёмких картин, рисующих станичные будни, избиение Пахомыча полковником Чернояровым, приезд Михаила, его столкновение с отцом и братом, бой красногвардейцев с казаками, станичный майдан и др. Сцена избиения Пахомыча и Игната станичниками предвосхищает сцену расправы над коммунистами Сердобского полка в LVI главе третьей книги «Тихий Дон».
Рассказ относится к числу произведениям Михаила Александровича Шолохова, которые фиксируют «распад казачьей семьи» и столкновение «как врагов, отца с сыном, брата с братом». Посвящён событиям на Верхнем Дону весной 1918 года, описанный в начале третьей книги «Тихий Дон».

## Критика
Критика 1920-х годов находила рассказ простым и вместе с тем глубоким «по силе охвата характеристике быта людей, обстановки»; характеризовала автора как писателя, обладающего «большой художественной чуткостью», «захватывающей напряжённостью» письма и «знанием жизни».

## Адаптации
Произведение экранизировано. По мотивам рассказов «Коловерть», «Продкомиссар» и «Червоточина» в 1970 году на студии «Мосфильм» был снят художественный фильм «В лазоревой степи». Режиссёры-постановщики: В. Я. Лонской, В. Г. Шамшурин. Сценарий Ю. Б. Лукина, В. Лонского и В. Шамшурина.